# Porites evermanni
Porites evermanni là một loài san hô trong họ Poritidae. Loài này được Vaughan mô tả khoa học năm 1907.